# Adetus inca
Adetus inca es una especie de escarabajo del género Adetus, familia Cerambycidae. Fue descrita científicamente por Martins & Galileo en 2005.
Habita en Bolivia y Perú. Los machos y las hembras miden aproximadamente 9,8-12 mm. El período de vuelo de esta especie ocurre en los meses de enero, octubre y noviembre.